# Plectiscidea verecunda
Plectiscidea verecunda là một loài tò vò trong họ Ichneumonidae.